# Номерні знаки Замбії
Код Замбії для міжнародного руху ТЗ — (Z).
Чинну схему номерних знаків Замбії запроваджено в 1975 році, а з 2000 року використовується німецький шрифр FE-schrift.

## Формати, розміри та кольори
Для автотранспорту використовується набір знаків «АВС 1234», для причепів — «АВС 1234Т». Приватні ТЗ мають номерні знаки білого кольору із чорними знаками, ТЗ комерційного призначення — білого кольору з червоними знаками.

## Регіональне кодування
Перші дві літери означають код регіону.
| Регіон       | Код |
| ------------ | --- |
| Лусака       | AA  |
| округ Лусака | AB  |
| Ндола        | AC  |
| Кітве        | AD  |
| Калулуші     | AE  |
| Муфуліра     | AF  |
| Чінгола      | AG  |
| Кабве        | AH  |
| Серендже     | AI  |
| Марамба      | AJ  |
| Чома         | AK  |
| Мазабука     | AL  |
| Монзе        | AM  |
| Кафуе        | AN  |
| Луаншья      | AO  |
| Касама       | AP  |
| Чінсалі      | AQ  |
| Чіпата       | AR  |
| Солвезі      | AT  |
| Монга        | AU  |
| Манса        | AV  |